# SPTSSB
SPTSSB (англ. Serine palmitoyltransferase small subunit B) – білок, який кодується однойменним геном, розташованим у людей на 3-й хромосомі. Довжина поліпептидного ланцюга білка становить 76 амінокислот, а молекулярна маса — 9 198.
| 10         |  | 20         |  | 30         |  | 40         |  | 50         |
| ---------- |  | ---------- |  | ---------- |  | ---------- |  | ---------- |
| MDLRRVKEYF |  | SWLYYQYQII |  | SCCAVLEPWE |  | RSMFNTILLT |  | IIAMVVYTAY |
| VFIPIHIRLA |  | WEFFSKICGY |  | HSTISN     |  |            |  |            |

A: Аланін

C: Цистеїн

D: Аспарагінова кислота

E: Глутамінова кислота

F: Фенілаланін

G: Гліцин

H: Гістидин

I: Ізолейцин

K: Лізин

L: Лейцин

M: Метіонін

N: Аспарагін

P: Пролін

Q: Глутамін

R: Аргінін

S: Серин

T: Треонін

V: Валін

W: Триптофан

Задіяний у такому біологічному процесі, як метаболізм ліпідів. 
Локалізований у мембрані, ендоплазматичному ретикулумі.